# Гури (гміна Ужендув)
Гури (пол. Góry) — село в Польщі, у гміні Ужендув Красницького повіту Люблінського воєводства.
Населення — 314 осіб (2011).
У 1975-1998 роках село належало до Люблінського воєводства.

## Демографія
Демографічна структура станом на 31 березня 2011 року:
|          | Загалом | Допрацездатний вік | Працездатний вік | Постпрацездатний вік |
| -------- | ------- | ------------------ | ---------------- | -------------------- |
| Чоловіки | 151     | 33                 | 101              | 17                   |
| Жінки    | 163     | 38                 | 88               | 37                   |
| Разом    | 314     | 71                 | 189              | 54                   |